# Simpang Dua (Darul Makmur)
Simpang Dua is een bestuurslaag in het regentschap Nagan Raya van de provincie Atjeh, Indonesië. Simpang Dua telt 286 inwoners (volkstelling 2010).